# BR-3 (canção)
"BR-3" é uma canção  composta por Antonio Adolfo e Tibério Gaspar, defendida por Tony Tornado no V Festival Internacional da Canção de 1970. Trata-se de uma canção soul, nos moldes de James Brown.
Tornado foi acompanhado pelo Trio Ternura e conseguiu o primeiro lugar no festival daquele ano.
O título da canção faz referência à antiga denominação da atual BR-040, que na época, abrangia trechos como a Rodovia Washington Luís (Rio-Petrópolis) e a Estrada União e Indústria.